# الاتحاد العام للعمال البرتغاليين
الاتحاد العام للعمال البرتغاليين (البرتغالية: Confederação Geral dos Trabalhadores Portugueses أو CGTP ) هو أكبر اتحاد نقابي في البرتغال . تأسست بشكل غير رسمي في عام 1970، وظهرت علنًا بعد ثورة القرنفل في عام 1974 وتم إضفاء الشرعية عليها في العام التالي من قبل المجلس الوطني للإنقاذ . 

## المنظمات التابعة
- الاتحاد الوطني للعمال في الإدارة المحلية - ستال لشبونة
- الاتصالات والاتصالات السمعية والبصرية اتحاد العمال - ستت لشبونة
- اتحاد عمال الجمارك في وسطاء وشركات لشبونة
- اتحاد العمال الزراعيين وصناعات الأغذية والشراب والتبغ في البرتغال - سينتاب لشبونة
- اتحاد الوكلاء الفنيين في الهندسة المعمارية والهندسة - ساتاي لشبونة
- اتحاد العمال في النشاط المالي - سينتاف لشبونة
- اتحاد عمال الطيران والمطار - سيافا لشبونة
- اتحاد العمال في شركة مجموعة شركات كايكسا جيرال دي ديبوسيتوس - إس تي إي سي لشبونة
- اتحاد القادة والضباط والطيارين والمفوضين والمهندسين في البحرية التجارية - رسميا لشبونة
- اتحاد العمال في صناعة اللحوم الجنوبية لشبونة
- اتحاد العمال في صناعات السيراميك والسمنت ومناطق أخرى من جنوب وبلاد الإقليمين المستقلين لشبونة
- اتحاد العمال التجاريين والمكاتب والخدمات البرتغالية - سيسب لشبونة
- اتحاد العمال البنيويين والخشبية والرمار والفخار في جنوب لشبونة
- الاتحاد الوطني للعمال البريطانيين والاتصالات - سنتسك لشبونة
- الاتحاد الوطني لقطاع الكهرباء في الجنوب والجزر - سايسي لشبونة
- اتحاد الممرضات البرتغالية - سب لشبونة
- أعمال العمال - ست لشبونة
- اتحاد العمال المدنيين في القوات المسلحة ومؤسسات التصنيع وشركات الدفاع - ليسبون ستففا
- الاتحاد الوطني للعمال في قطاع السكك الحديدية - سنتسف لشبونة
- اتحاد عمال الخدمات العامة في الجنوب والأزور - ستبفا لشبونة
- اتحاد موظفي القضاء - سفج لشبونة
- اتحاد العمال في صناعة الضيافة والسياحة والمطاعم ومشابهة في جنوب لشبونة
- اتحاد لاعبين كرة القدم المهنيين لشبونة
- اتحاد العمال البحريين التجاريين ووكالات السفر ووكالات الشحن والصيد - سيمامفاب لشبونة
- اتحاد الأطباء في المنطقة الجنوبية لشبونة
- الاتحاد الوطني للطبيبين البيطريين لشبونة
- اتحاد العمال في صناعات التصنيع والطاقة والأنشطة البيئية في المناطق المركزية والجنوبية والمتحكمة - موقع سسرا لشبونة
- اتحاد العمال في صناعة المناجم لشبونة
- اتحاد العمال في بلدية لشبونة - ستمل لشبونة
- اتحاد الموسيقيين لشبونة
- الاتحاد النقابي الحر للمصيّدين والمهن ذات الصلة (ليسبون)
- اتحاد العمال المراقبين والمنظفين والمنظفين والمسؤولين عن المنازل والأنشطة المختلفة لشبونة
- اتحاد المعلمين في لشبونة الكبرى - سبجل لشبونة
- الاتحاد الوطني للنفس في لشبونة
- اتحاد موظفي الرسم والتقنيين - سكوتد لشبونة
- الاتحاد الوطني للعمال في الاتصالات والبصرية - سينتاف لشبونة
- الاتحاد للعاملين في مجال النسيج والصوف والملابس والاحذية والجلد في جنوب لشبونة
- اتحاد النقل النهري والبحري الساحلي والبحري التجاري لشبونة
- اتحاد عمال النقل السريع والحضري في البرتغال - STRUP لشبونة
- اتحاد صناعات الكهرباء في الجنوب والجزر - SIESI لشبونة
- اتحاد العمال في صناعات الأحذية والحقائب والصناعات ذات الصلة في مقاطعات أفايرو وكويمبرة
- اتحاد عمال الشمال الكوك
- اتحاد المهنيين في مجال صيد الحليب
- اتحاد العمال في الصناعات المتحولة والطاقة والأنشطة البيئية في المركز الشمالي - سايت سي أن
- اتحاد العمال في قطاع النسيج في أفايرو
- اتحاد الأحذية والحقائب والمنتجات ذات الصلة والمكونات والشكلات والمصنعات المصنوعة من مينهو وتراس-وس-مونتس
- نقابة العمال التجارية، المكاتب والخدمات في مينهو
- اتحاد العمال البنائيين والخشبية والرمار والحجر والسيرافي والعمال المرتبطين بها، منطقة شمال نهر الدورو
- اتحاد عمال صناعة التسحير في منطقة باغا
- اتحاد العمال في صناعة الخبز والصناعة التجارية والصناعات المعدنية والحلوى والخبز ومشابهة في مينهو
- الاتحاد النسيجي من مينهو وتراس-وس-مونتس
- اتحاد عمال الملابس والملابس والمنسوجات الشمالية
- اتحاد العمال في قطاع النسيج في بيرا بايكسا
- اتحاد العمال في صناعات السيراميك والسمنت والبناء والخشب والرمار وغيرها من الصناعات في المنطقة الوسطى
- اتحاد العمال في الوظائف العامة والاجتماعية في المركز
- اتحاد العمال في مجال الضيافة والسياحة والطعام والصناعة المماثلة في المركز
- اتحاد الأطباء في منطقة سينترو - سمزك
- اتحاد الصيادين في منطقة كويمبرا
- اتحاد المعلمين في المنطقة المركزية - سبرك
- اتحاد العمال النسيج والصوف والملابس في المركز
- اتحاد المعلمين في المنطقة الجنوبية - سبزس
- اتحاد العمال في صناعة الحلبة والحرف ذات الصلة في منطقة فارو
- اتحاد العمال في الفنادق والسياحة والطعام والصناعة المماثلة
- اتحاد العمال في مجال الصيد الجنوبي
- اتحاد عمال القطاع النسيجي في بيرا ألتا
- مركز اتحاد العمال في مجال الصيد
- اتحاد العمال في صناعة الزجاج
- اتحاد عمال الكوك في منطقة بورتاليجير
- اتحاد عمال صناعة الأغذية الشمالية - ستيانور
- الاتحاد الوطني للعمال في صناعة المشروبات والتجارة
- اتحاد عمال اللحوم الشمالية
- اتحاد العمال في صناعات السيراميك والسمنت ومصناعات مماثلة في المنطقة الشمالية
- اتحاد العلوم والتكنولوجيات الصحية
- اتحاد عمال البناء والخشب والرمار والحجر والسيرافي والمواد البناء في البرتغال
- نقابة عمال صناعة الحليب
- اتحاد الموقد والطاقة والصناعات المصنعة - سيفوميت
- اتحاد عمال الخدمات العامة الشمالية - ستيفبين
- اتحاد عمال الصناعة الشمالية في مجال الضيافة والسياحة والطعام ومشابهة
- اتحاد الأطباء الشماليين
- اتحاد العمال في مجال التصنيع والطاقة والبيئة - الموقع الشمالي
- اتحاد العمال في القطاع الصيدلي الشمالي
- اتحاد المعلمين الشمالي - سبين
- اتحاد العمال في مجال الصحة والتضامن والضمان الاجتماعي
- اتحاد العمال في قطاعات النسيج والملابس والاحذية والصناعة المزقية في منطقة بورتو - سينتفيك
- اتحاد عمال النقل في منطقة بورتو
- اتحاد عمال الطرق والنقل الحضري الشمالي - سترين
- الاتحاد الوطني للمهنيين في صناعة الملابس والمنسوجات والتجارة - سينبيكباك
- اتحاد عمال صناعة الأغذية في المركز والجنوب والجزر
- الاتحاد الوطني للعمال في صناعة التسحير والصناعات ذات الصلة في منطقة سانتاريم
- اتحاد العلاج الطبيعي البرتغالي
- اتحاد العمال في صناعات التصنيع والطاقة والأنشطة البيئية في الجنوب - الموقع سول
- اتحاد عمال البناء المدني والخشب والرمار والحجر في منطقة فيانا دو كاستيلو
- اتحاد عمال الصناعات المعادن والصناعة المعادن في منطقة فيانا دو كاستيلو
- الاتحاد الوطني لمهنة مستودعات فنشال
- الاتحاد الحر للعمال في صناعة الخياطة والخياطة والنسيج والحرف اليدوية في منطقة ماديرا الذاتية
- اتحاد العمال البنيويين والخشب والخرسانة والعمال المرتبطين بهم في المنطقة الذاتية لماديرا - سيكوما
- اتحاد العمال في قطاع إنتاج الطاقة الكهربائية والنقل والتوزيع في المنطقة الذاتية لماديرا - ستييم
- اتحاد الممرضات في المنطقة الذاتية لماديرا - سيرام
- اتحاد عمال المكاتب والتجارة والخدمات في المنطقة الذاتية لماديرا - سيتام
- اتحاد عمال الخدمة المدنية في المنطقة الذاتية لماديرا - ستفب-رام
- اتحاد العمال في مجال الضيافة والسياحة والغذاء والخدمات ومشابهة في المنطقة الذاتية في مديرا
- اتحاد المعلمين في مديرة مديرة - سبم
- اتحاد عمال الطرق والأنشطة المعادن في المنطقة الذاتية في ماديرا
- اتحاد المعلمين في منطقة جزر الأزور - سبرا
- أزورز اتحاد العمال في مجال الأغذية والشراب والمشابهة والتجارة والمكاتب والخدمات - سابيسيس
- اتحاد هورتة للمبنيات المدنية
- اتحاد الموظفين في مكتب التجارة والخدمات في هورتا
- اتحاد المهنيين في مجال النقل والسياحة وغيرهم من المهنيات في مجال "هورتا"
- اتحاد حرة الصيادين البحريين والمهنيين المرتبطين بها في جزر الأزور
- اتحاد المهنيين من صناعات التصنيع في جزر سان ميغيل و سانتا ماريا
- الاتحاد المهنيين في مجال النقل والسياحة وغيرها من الخدمات في سان ميغيل وسانتا ماريا
- اتحاد المعلمين في الخارج

## روابط خارجية
- الاتحاد العام للعمال البرتغاليين الموقع الرسمي

قالب:European Trade Union Confederation